# 田中一清
田中 一清（たなか いっせい、1914年11月13日 - 1999年12月25日）は日本映画のスチールカメラマン。富山県出身。

## 来歴
1945年に辻田現像研究所に入社。1946年に上京しショウボートに移籍。スチールカメラマンとして活躍。
映画『青い山脈』（1949年）のスチールで背景の青空に雲を合成したことをきっかけに、特撮映画のスチールを多く担当するようになった。
1999年12月25日死去。85歳没。

## 代表作
| 公開年月日     | 作品名                                     | 制作（配給）                       | 役職     |
| -------------- | ------------------------------------------ | ---------------------------------- | -------- |
| 1954年11月3日  | ゴジラ                                     | 東宝                               | スチール |
| 1958年2月11日  | 花嫁三重奏                                 | 東宝                               | スチール |
| 1958年10月7日  | 若い娘たち                                 | 東宝                               | スチール |
| 1958年10月14日 | 大怪獣バラン                               | 東宝                               | スチール |
| 1959年4月19日  | 孫悟空                                     | 東宝                               | スチール |
| 1959年10月6日  | 独立愚連隊                                 | 東宝                               | スチール |
| 1959年12月26日 | 宇宙大戦争                                 | 東宝                               | スチール |
| 1961年7月30日  | モスラ                                     | 東宝                               | スチール |
| 1961年10月8日  | 世界大戦争                                 | 東宝                               | スチール |
| 1962年3月21日  | 妖星ゴラス                                 | 東宝                               | スチール |
| 1962年8月11日  | キングコング対ゴジラ                       | 東宝                               | スチール |
| 1963年8月11日  | マタンゴ                                   | 東宝                               | スチール |
| 1964年12月20日 | 三大怪獣 地球最大の決戦                    | 東宝                               | スチール |
| 1965年8月8日   | フランケンシュタイン対地底怪獣             | 東宝 ベネディクト・プロ （東宝）   | スチール |
| 1965年12月19日 | 怪獣大戦争                                 | 東宝                               | スチール |
| 1966年7月31日  | フランケンシュタインの怪獣 サンダ対ガイラ  | 東宝 ベネディクト・プロ （東宝）   | スチール |
| 1966年12月17日 | ゴジラ・エビラ・モスラ 南海の大決闘        | 東宝                               | スチール |
| 1967年12月16日 | 怪獣島の決戦 ゴジラの息子                  | 東宝                               | スチール |
| 1968年8月1日   | 怪獣総進撃                                 | 東宝                               | スチール |
| 1969年1月1日   | クレージーのぶちゃむくれ大発見             | 東宝 渡辺プロダクション （東宝）   | スチール |
| 1969年4月29日  | クレージーの大爆発                         | 東宝 渡辺プロダクション （東宝）   | スチール |
| 1969年8月13日  | 日本海大海戦                               | 東宝                               | スチール |
| 1969年12月20日 | コント55号 宇宙大冒険                      | 東宝                               | スチール |
| 1969年12月20日 | ゴジラ・ミニラ・ガバラ オール怪獣大進撃    | 東宝                               | スチール |
| 1970年8月1日   | ゲゾラ・ガニメ・カメーバ 決戦!南海の大怪獣 | 東宝                               | スチール |
| 1971年7月24日  | ゴジラ対ヘドラ                             | 東宝                               | スチール |
| 1972年3月12日  | 地球攻撃命令 ゴジラ対ガイガン              | 東宝 東宝映像（製作協力） （東宝） | スチール |
| 1973年3月17日  | ゴジラ対メガロ                             | 東宝映像 （東宝）                  | スチール |
| 1973年12月29日 | 日本沈没                                   | 東宝映画 東宝映像 （東宝）         | スチール |
| 1974年3月21日  | ゴジラ対メカゴジラ                         | 東宝映像 （東宝）                  | スチール |
| 1974年8月3日   | ノストラダムスの大予言                     | 東宝映画 東宝映像 （東宝）         | スチール |
| 1975年3月15日  | メカゴジラの逆襲                           | 東宝映像 （東宝）                  | スチール |
| 1975年7月12日  | 東京湾炎上                                 | 東宝映画 東宝映像 （東宝）         | スチール |
| 1976年10月2日  | 大空のサムライ                             | 東宝映画 （東宝）                  | スチール |
| 1977年12月17日 | 惑星大戦争                                 | 東宝映画 東宝映像 （東宝）         | スチール |